# Dysomma longirostrum
Dysomma longirostrum is een straalvinnige vissensoort uit de familie van kuilalen (Synaphobranchidae). De wetenschappelijke naam van de soort is voor het eerst geldig gepubliceerd in 2001 door Chen & Mok.